# Campeonato da Europa de Atletismo de 2014 - 200 m masculino
A prova dos 200 metros masculino do Campeonato da Europa de Atletismo de 2014 foi disputada entre os dias 14 e 15 de agosto de 2014 no Estádio Letzigrund em Zurique,  na Suíça. 

## Recordes
Antes desta competição, os recordes mundiais e do campeonato nesta prova eram os seguintes:
|                       | Nome                  | Nacionalidade | Tempo  | Local            | Data                   |
| --------------------- | --------------------- | ------------- | ------ | ---------------- | ---------------------- |
| Recorde mundial       | Usain Bolt            | Jamaica       | 19s19  | Berlim           | 20 de agosto de 2009   |
| Recorde do campeonato | Konstantinos Kenteris | Grécia        | 19s 85 | Munique          | 9 de agosto de 2002    |
| Recorde europeu       | Pietro Mennea         | Itália        | 19s 72 | Cidade do México | 12 de setembro de 1979 |

## Medalhistas
| Ouro              | Prata                     | Bronze              |
| Adam Gemili (GBR) | Christophe Lemaître (FRA) | Serhiy Smelyk (UKR) |

## Cronograma
Todos os horários são locais (UTC+2).
| Data         | Hora  | Evento    |
| ------------ | ----- | --------- |
| 14 de agosto | 12:05 | Bateria   |
| 14 de agosto | 20:15 | Semifinal |
| 15 de agosto | 21:50 | Final     |

## Resultados

### Bateria
Qualificação: 3 atletas de cada bateria  (Q) mais os  4 melhores qualificados (q).
Vento: 
Bateria 1: -1,5 m/s, Bateria 2: +0,4 m/s, Bateria 3: -0,4 m/s, Bateria 4: -0,2 m/s. 
| Posição | Bateria | Raia | Atleta                      | Nacionalidade      | Tempo | Notas            |
| ------- | ------- | ---- | --------------------------- | ------------------ | ----- | ---------------- |
| 1       | 4       | 6    | Adam Gemili                 | Grã-Bretanha       | 20.39 | Q                |
| 2       | 2       | 4    | Christophe Lemaitre         | França             | 20.43 | Q                |
| 3       | 1       | 5    | Serhiy Smelyk               | Ucrânia            | 20.49 | Q                |
| 4       | 4       | 4    | Eseosa Desalu               | Itália             | 20.55 | Q,               |
| 4       | 2       | 2    | James Ellington             | Grã-Bretanha       | 20.55 | Q                |
| 6       | 1       | 6    | Ramil Guliyev               | Turquia            | 20.59 | Q                |
| 7       | 4       | 8    | Churandy Martina            | Países Baixos      | 20.60 | Q,               |
| 8       | 2       | 7    | Alex Wilson                 | Suíça              | 20.61 | Q,               |
| 9       | 3       | 6    | Daniel Talbot               | Grã-Bretanha       | 20.63 | Q                |
| 10      | 3       | 2    | Lykourgos-Stefanos Tsakonas | Grécia             | 20.64 | Q                |
| 11      | 3       | 8    | Diego Marani                | Itália             | 20.65 | Q                |
| 12      | 1       | 8    | Ben Bassaw                  | França             | 20.68 | Q                |
| 13      | 4       | 1    | Alex-Platini Menga          | Alemanha           | 20.71 | q                |
| 14      | 1       | 3    | Robin Erewa                 | Alemanha           | 20.72 | q                |
| 15      | 1       | 4    | Sergio Ruiz                 | Espanha            | 20.73 | q,               |
| 16      | 3       | 4    | Karol Zalewski              | Polónia            | 20.76 | q                |
| 17      | 4       | 7    | Jaysuma Saidy Ndure         | Noruega            | 20.78 |                  |
| 18      | 2       | 8    | Johan Wissman               | Suécia             | 20.82 |                  |
| 19      | 1       | 7    | Enrico Demonte              | Itália             | 20.90 |                  |
| 20      | 3       | 3    | Nil de Oliveira             | Suécia             | 20.93 |                  |
| 21      | 4       | 5    | Jonathan Åstrand            | Finlândia          | 21.03 |                  |
| 21      | 3       | 5    | Kevin Moore                 | Malta              | 21.03 | Recorde nacional |
| 23      | 3       | 1    | Marek Niit                  | Estónia            | 21.04 |                  |
| 24      | 2       | 3    | İzzet Safer                 | Turquia            | 21.06 |                  |
| 25      | 4       | 3    | Joel Burgunder              | Suíça              | 21.24 |                  |
| 26      | 2       | 6    | David Lima                  | Portugal           | 21.25 |                  |
| 27      | 3       | 7    | Jan Žumer                   | Eslovênia          | 21.47 |                  |
| 28      | 1       | 1    | Petar Kremenski             | Bulgária           | 21.75 |                  |
| 29      | 1       | 2    | Riste Pandev                | Macedônia do Norte | 21.96 |                  |
| 30      | 4       | 2    | Mikel de Sa                 | Andorra            | 22.54 |                  |
| 31      | 2       | 5    | Fabian Haldner              | Liechtenstein      | 23.06 |                  |
| 32      | 2       | 1    | Julian Reus                 | Alemanha           | DNS   |                  |

### Semifinal
Qualificação: 3 atletas de cada bateria  (Q) mais os  2 melhores qualificados (q). 
Vento: 
Bateria 1: -0,4 m/s, Bateria 2: +0,4 m/s. 
| Posição | Bateria | Raia | Atleta                      | Nacionalidade | Tempo | Notas |
| ------- | ------- | ---- | --------------------------- | ------------- | ----- | ----- |
| 1       | 2       | 6    | Adam Gemili                 | Grã-Bretanha  | 20.23 | Q     |
| 2       | 1       | 5    | Christophe Lemaitre         | França        | 20.26 | Q     |
| 3       | 1       | 3    | Serhiy Smelyk               | Ucrânia       | 20.32 | Q,    |
| 4       | 1       | 7    | Diego Marani                | Itália        | 20.36 | Q,    |
| 5       | 1       | 4    | Ramil Guliyev               | Turquia       | 20.38 | q,    |
| 6       | 2       | 7    | Churandy Martina            | Países Baixos | 20.40 | Q,    |
| 7       | 2       | 5    | Lykourgos-Stefanos Tsakonas | Grécia        | 20.40 | Q,    |
| 8       | 2       | 1    | Karol Zalewski              | Polónia       | 20.52 | q     |
| 8       | 1       | 6    | James Ellington             | Grã-Bretanha  | 20.52 |       |
| 10      | 2       | 8    | Ben Bassaw                  | França        | 20.62 |       |
| 11      | 2       | 3    | Daniel Talbot               | Grã-Bretanha  | 20.62 |       |
| 12      | 2       | 4    | Eseosa Desalu               | Itália        | 20.73 |       |
| 13      | 1       | 8    | Alex Wilson                 | Suíça         | 20.76 |       |
| 14      | 1       | 1    | Robin Erewa                 | Alemanha      | 20.82 |       |
| 15      | 1       | 2    | Sergio Ruiz                 | Espanha       | 20.85 |       |
| 16      | 2       | 2    | Alex-Platini Menga          | Alemanha      | 20.89 |       |

### Final

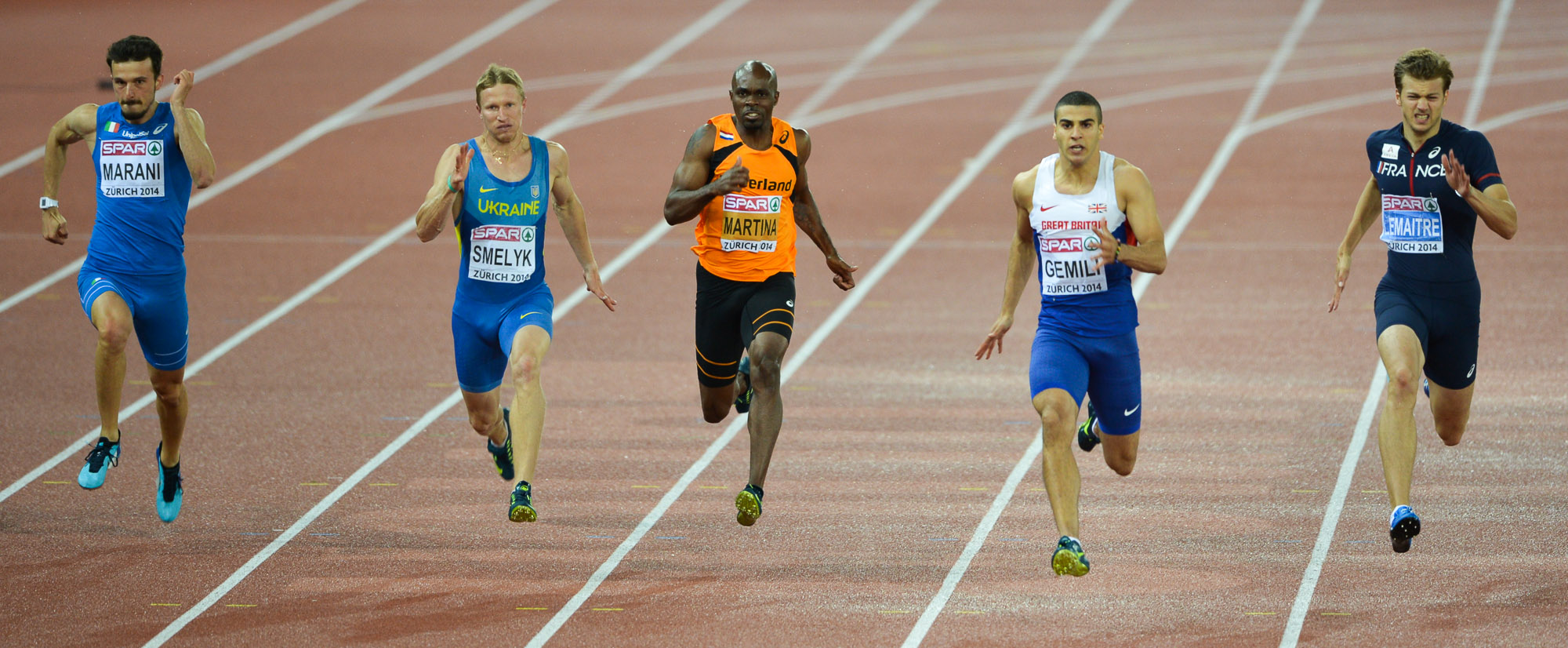
A final

Vento: -1.6 m/s
| Posição           | Raia | Atleta                      | Nacionalidade | Tempo | Notas                |
| ----------------- | ---- | --------------------------- | ------------- | ----- | -------------------- |
| Medalha de ouro   | 4    | Adam Gemili                 | Grã-Bretanha  | 19.98 | EL                   |
| Medalha de prata  | 3    | Christophe Lemaitre         | França        | 20.15 |                      |
| Medalha de bronze | 6    | Serhiy Smelyk               | Ucrânia       | 20.30 | Recorde pessoal      |
| 4                 | 5    | Churandy Martina            | Países Baixos | 20.37 | Recorde da temporada |
| 5                 | 7    | Diego Marani                | Itália        | 20.43 |                      |
| 6                 | 1    | Ramil Guliyev               | Turquia       | 20.48 |                      |
| 7                 | 8    | Lykourgos-Stefanos Tsakonas | Grécia        | 20.53 |                      |
| 8                 | 2    | Karol Zalewski              | Polónia       | 20.58 |                      |

Legenda
| Recorde mundial       | Recorde mundial (World record)               |                       | Recorde africano                      | Recorde africano (African) |                                           | Q | Classificado por posição (Qualified) |
| Recorde do campeonato | Recorde do campeonato (Championship record)  | Recorde da América    | Recorde da América (Americas)         | q                          | Classificado por melhor tempo (Qualified) |   |                                      |
| Melhor marca do ano   | Melhor marca do ano (World leading)          | Recorde asiático      | Recorde asiático (Asian)              | DNS                        | Não largou (Did not start)                |   |                                      |
| Recorde nacional      | Recorde nacional (National record)           | Recorde europeu       | Recorde europeu (European)            | DNF                        | Não terminou (Did not finish)             |   |                                      |
| Recorde pessoal       | Recorde pessoal do atleta (Personal best)    | Recorde da Oceania    | Recorde da Oceania (Oceania)          | DSQ / DQ                   | Desclassificado (Disqualified)            |   |                                      |
| Recorde da temporada  | Recorde da temporada do atleta (Season best) | Recorde sul-americano | Recorde sul-americano (South America) | NM                         | Sem marca (No mark)                       |   |                                      |